# Kuyuidika
Kuyuidika /sucker-eaters ili cui-ui eaters/, banda Paviotso Indijanaca koji su živjeli blizu Wadswortha na rijeci Truckee u Nevadi. 
Razni autori nazivali su ih: Coo-er-ee (Campbell, 1866), Coóyuweeweit (Powers, 1876), Ku-yu-i'-di-ka (Powell, 1881), Wun-a-muc-a's ili the Second band u Ind. Aff. Rep. 18509, 374, 1860.
Riječ sucker ovdje se ne odnosi na biljku poznatu u eng. jeziku i kao basal shoot, nego na ribu black sucker (Hypostomus plecostomus, porodica Loricariidae) koja živi na delti rijeke Truckee u jezero Pyramid Lake, i koju su prema Sari Winnemucci, Indijanci koristili u prehrani i nazivali je cui-ui.